# Anna Basta
Anna Basta (Bologna, 23 gennaio 2001) è un'ex ginnasta italiana, dal 2016 al 2020 membro della Nazionale di ginnastica ritmica dell'Italia.

## Carriera
Anna Basta ha iniziato a praticare la ginnastica ritmica all'età di quattro anni. Ginnasta della Polisportiva Pontevecchio di Bologna, sua città natale, approda nella nazionale italiana juniores disputando con la squadra junior gli Europei di Minsk 2015.
Nel 2016 entra a far parte della nazionale senior delle Farfalle. Nel 2017, ai Mondiali di Pesaro, si laurea campionessa nei 5 cerchi con la squadra azzurra, mancando il podio nel concorso generale concludendo al quarto posto a soli 0,025 punti di distacco dal Giappone.
Agli Europei di Guadalajara 2018 colleziona complessivamente tre medaglie: ancora un oro nei 5 cerchi, a cui si aggiungono i due argenti del concorso generale e delle 3 palle / 2 funi. Poi è vicecampionessa mondiale nel concorso generale ai campionati di Sofia, oltre a vincere l'oro nell'esercizio misto con palle e funi e un bronzo nei 5 cerchi. Ai Mondiali di Baku 2019 ottiene la medaglia di bronzo nei 3 cerchi / 4 clavette.
Il 30 luglio 2020 ufficializza il suo ritiro dalla carriera agonista all'età di 19 anni, avvenuto per motivi personali, dedicandosi al Gruppo Sportivo dell'Aeronautica Militare in cui ha fatto il suo ingresso nel giugno 2019 con i gradi di aviere scelto.
Ad ottobre 2022 la denuncia di Nina Corradini e Anna Basta per gli abusi subiti in allenamento porta sotto inchiesta lo staff della nazionale. La giustizia federale ammonì solamente Emanuela Maccarani e prosciolse la sua assistente Olga Tishina, mentre quella ordinaria impose alla Procura di chiedere il rinvio a giudizio per maltrattamenti.

## Palmarès
- Campionati mondiali di ginnastica ritmica

Pesaro 2017: oro nei 5 cerchi.
Sofia 2018: oro nelle 3 palle / 2 funi, argento nell'all-around, bronzo nei 5 cerchi.
Baku 2019: bronzo nei 3 cerchi / 4 clavette.
- Campionati europei di ginnastica ritmica

Guadalajara 2018: oro nei 5 cerchi, argento nell'all-around e nelle 3 palle / 2 funi.